# Hi-Point Model JCP
Hi-Point Model JCP - это полуавтоматический пистолет с запиранием ствола свободным затвором в калибре .40 S&W.

## Дизайн
Модель JCP имеет полимерную рамку, такую как все пистолеты Hi-Point, 4,5-дюймовую гильзу и затвор, состоящий из ZAMAK-3 со стальным усилением.
Он имеет встроенную направляющую для крепления лазеров и фонарей на кольцах Hi-Point. Безопасность — это комбинационный рычаг для блокировки затворной рамы и движения спускового крючка. Непосредственным недостатком этой системы является то, что оружие не может быть взведено во время безопасности; предохранитель блокирует спусковой крючок / штырь.
Пистолеты Hi-point используют принцип «свободного затвора», аналогичный используемому в Walther PPK и российском пистолете Макарова. В таком оружии возвратная пружина и масса затвора поглощают силу отдачи, создаваемую движением пули. Когда затвор движется назад, экстрактор захватывает пустую гильзу и извлекает ее из патронника, после чего гильза выбрасывается из огнестрельного оружия. Когда затворная рама завершила движение назад, пружина отдачи перемещает раму вперед, вставляя другой патрон. Многие современные пистолеты используют затворную конструкцию и поэтому не требуют количества массы, требуемого конструкцией отдачи, чтобы быть безопасным для стрельбы, комфортно стрелять и легко контролировать во время стрельбы.

## Критика
Пистолет часто критикуется за большой вес, неудобство и неизысканный внешний вид.
Тем не менее американские полицейские зачастую находят его на местах преступлений из-за очень низкой цены и доступности.